# Сено Гумира Аджидарма
Се́но Гуми́ра Аджида́рма (индон.  Seno Gumira Ajidarma), (19 июня 1958, Бостон, Массачусетс) — индонезийский писатель, публицист, журналист, фотограф, киносценарист.

## Краткая биография
В 1994 окончил факультет кино и телевидения Джакартского института искусств, в 2000 г. — магистратуру, а в 2005 — докторантуру Университета Индонезии по литературе.
Пишет рассказы с 16 лет, работает журналистом в различных джакартских изданиях с 1977 г., в них же публикует свои рассказы. Один из ярких представителей т. н. жанра «газетной литературы». С 1980-х гг. опубликовал более 30 повестей и сборников рассказов, критически осмысливающих жизнь современной Индонезии и поднимающих наиболее острые проблемы страны. Пишет главным образом в стиле сюрреализма, магического реализма, постмодернизма и фэнтези.
Представление о его творчестве дает, например, рассказ „Легенда о людях-псах“ (Legenda Wong Asu), в котором семью городской бедноты все презрительно называли вонг асу, „собачье отродье“, „потому что они были похожи на собак“. Однажды их головы стали песьими. Страшная нищета городских трущоб Джакарты и „собачья жизнь“ главного героя, его жены, которая зарабатывает проституцией, их пятерых детей, ставших объектом насмешек, — основные элементы изображения. „Собачье“ семейство арестовали и посадили в клетку, где они „лаяли“, что они такие же люди, как и господа полицейские. Главный герой хотел инстинктивно наброситься на блюстителей порядка, но „сердце и мозг“ у него „всё-таки были человеческими“, поэтому он не сделал этого. В финале рассказа тюремщики убили и съели „собачью семью“, запивая алкоголем, а наутро сами превратились в людей-псов.
Выступает за свободу слова и печати. С 2016 г. — ректор Джакартского института искусств. Произведения писателя переведены на английский, немецкий, французский и японский языки.

## Награды
- Литературная премия Юго-Восточной Азии (1997)
- Премия Динни О’Хэрна за литературный перевод (Австралия, 1977)
- Премия газеты „Компас“ за лучший рассказ» (1993, 2007, 2010)
- Премия Центра строительства и развития языка Индонезии (1997)
- Литературная премия экватора (2004, 2005)
- Премия «Золотое перо» (2008)
- Премия Ахмада Бакри (2012)

## Публикации

### Сборники рассказов
- Manusia Kamar (Человек из комнаты,1988)
- Penembak Misterius (Таинственный стрелок, 1993, 1999)
- Dilarang Menyanyi di Kamar Mandi (Нельзя петь в ванной, 1995)
- Sebuah Pertanyaan untuk Cinta (Вопрос к любви, 1996, 2003)
- Negeri Kabut (Страна туманов, 1999)
- Atas Nama Malam (От имени ночи, 1999)
- Iblis Tidak Pernah Mati (Дьявол никогда не умирает, 1999)
- Matinya Seorang Penari Telanjang (Смерть обнаженной танцовщицы, 2000)
- Dunia Sukab (Мир Сукаба, 2001)
- Kematian Donny Osmond (Смерть Донни Осмонда, 2001)
- Aku Kesepian Sayang, Datanglah menjelang Kematian (Мне одиноко, дорогая. Приди перед смертью, 2004)
- Linguae (Лингуаэ, 2007)
- Senja dan Cinta yang Berdarah (Рассвет и кровавая любовь, 2014)

### Повести
- Saksi Mata (Свидетель,1994, 2002)
- Jazz, Parfum dan Insiden (Джаз, парфюм и происшествие, 1996)
- Wisanggeni Sang Buronan (Висанггени в розыске, 2000)
- Sepotong Senja untuk Pacarku (Кусочек зари для любимой, 2002)
- Negeri Senja (Страна заката, 2003)
- Biola Tak Berdawai (Скрипка без струн, 2004)
- Kitab Omong Kosong (Бессодержательная книга, 2004))
- Kalatidha (Калатида, 2007)
- Nagabumi I & II (Нагабуми I & II, 2009)
- Drupadi (Друпади, 2017)

### Публицистика
- Ketika Jurnalisme Dibungkam Sastra Harus Bicara (Когда замолкает журналистика, должна говорить литература, 1997)
- Layar kata: Menengok 20 skenario pemenang Citra, Festival Film Indonesia, 1973—1992 (Слово о киноэкране: статьи о фильмах-победителях Кинофестиваля Индонезии 1973—1992 гг., 2000)
- Taxi Blues (Такси-блюз, 2001)
- Mengapa Kau Culik Anak Kami?: Tiga Drama Kekerasan Politik (Почему ты украл наших детей? Три драмы политического насилия, 2001)
- Gallery of Kisses (Галерея поцелуев, 2002)
- Surat Dari Palmerah (Письмо из Палмерах, 2002)
- Affair: Obrolan Tentang Jakarta (Дело: Беседы о Джакарте, 2004)
- Kisah Mata (Рассказ очевидца, 2005)
- Sembilan Wali dan Syekh Siti Jena (Девять миссионеров и Сити Дженар, 2007)
- Kentut Kosmopolitan (Вонь столицы, 2008)
- Panji Tengkorak: Kebudayaan dalam Perbincangan (Стяг с черепом: культура в речи, 2011)
- Antara Tawa dan Bahaya: Kartun dalam Politik Humor (Между смехом и опасностью: комиксы в смешной политике, 2012)
- Tiada Ojek di Paris: Obrolan Urban (В Париже нет оджеков. Городские беседы, 2015)
- Jejak Mata Pyongyang (Впечатления о Пхеньяне, 2015)
- Jokowi, Sangkuni, Machiavelli: Obrolan Politik (Джокови, Сангкуни, Макиавелли: политические беседы, 2016)
- Transit Urban Stories (Транзит: городские истории, 2019)
- Obrolan Sukab (Беседы Сукаба, 2019)

## Киносценарии[6]
- Свидетель (2011)
- Сумасшедший воин (2018)
- Нельзя петь в ванной (2019)

## Семья
- Отец Али Састроамиджойо(1903—1976) — государственный и политический деятель Индонезии, Постоянный представитель Индонезии при ООН (1957—1960), Национальный герой Индонезии.
- Мать Пустика Кусума Суджана
- Супруга Икке Сусиловати
- Сын Тимур Ангин — фотограф